# Powellit
Powellit ist ein eher selten vorkommendes Mineral aus der Mineralklasse der „Sulfate (einschließlich Selenate, Tellurate, Chromate, Molybdate und Wolframate)“ mit der chemischen Zusammensetzung Ca[MoO4] und damit chemisch gesehen Calciummolybdat. Powellit kann somit formal als ein Calcium-Salz der Molybdänsäure aufgefasst werden. Da er eine Mischreihe mit dem verwandten Calciumwolframat Scheelit bildet, sind in natürlichem Powellit WO3-Gehalte bis über 10 % möglich.
Powellit kristallisiert im tetragonalen Kristallsystem und entwickelt meist dünntafelige bis dipyramidale Kristalle mit Harzglanz bis schwachem Diamantglanz auf den Oberflächen, findet sich aber auch in Form derber Massen, Krusten und Anflüge. Ebenfalls bekannt sind Pseudomorphosen nach Molybdänit. In reiner Form ist Powellit farblos und durchsichtig. Durch vielfache Lichtbrechung aufgrund von Gitterbaufehlern oder polykristalliner Ausbildung kann er aber auch weiß erscheinen und durch Fremdbeimengungen eine graue, hellgelbe, grünlichgelbe, bräunlichgelbe oder blaue bis fast schwarze Farbe annehmen, wobei die Transparenz entsprechend abnimmt.

## Etymologie und Geschichte

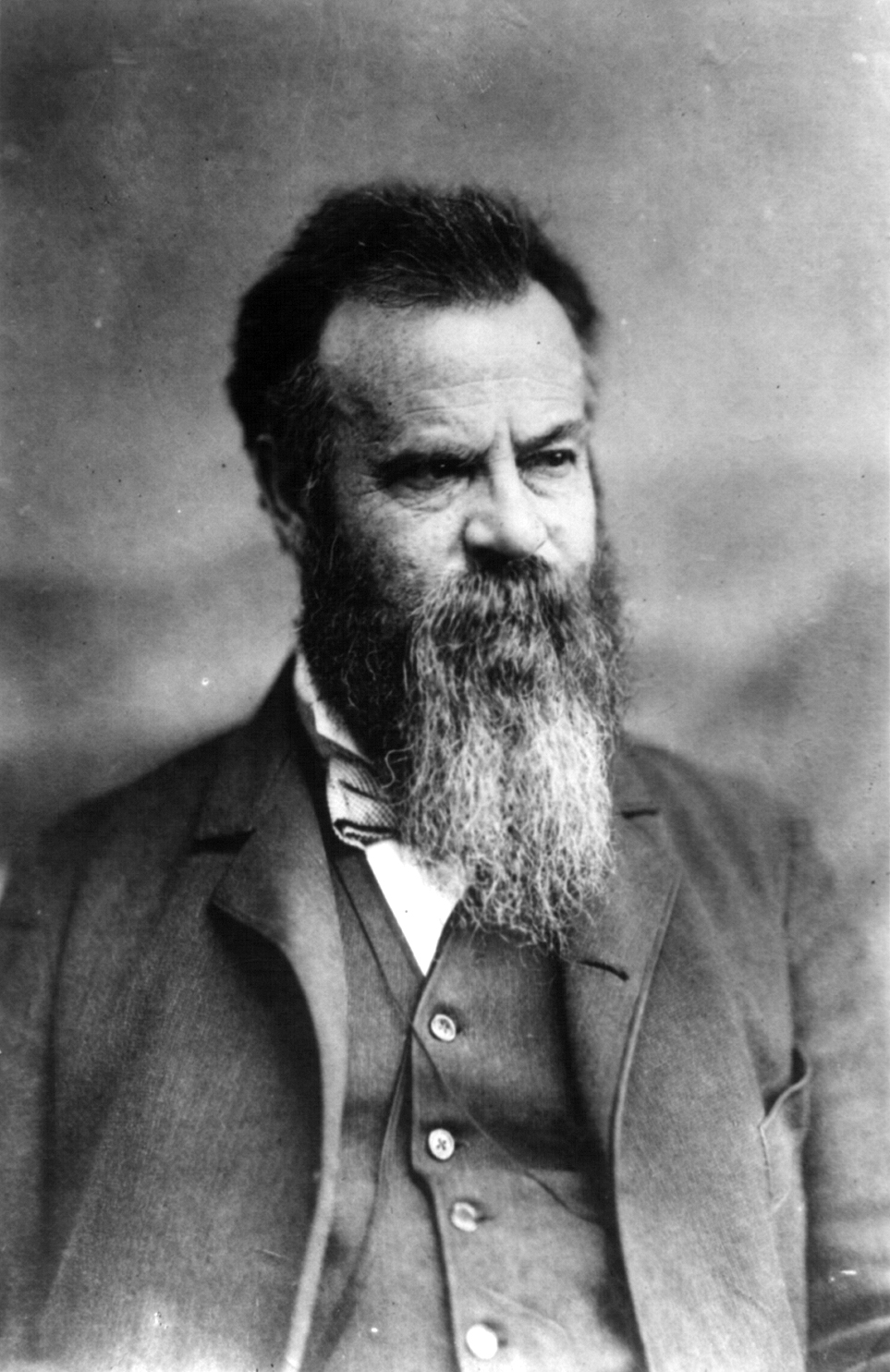
Namensgeber John Wesley Powell zwischen 1881 und 1894

Erstmals entdeckt wurde Powellit in Mineralproben aus dem Kupferbergwerk „Peacock“ nahe Cuprum im Bergbaubezirk der Seven Devils Mountains (Hells Canyon) etwa neunzig Meilen nördlich von Huntington und fünfzehn Meilen östlich des Snake River im Adams County des US-Bundesstaates Idaho. Die Analyse und Erstbeschreibung erfolgte 1891 durch William Harlow Melville, der das Mineral nach dem US-amerikanischen Geologen und Forscher John Wesley Powell (1834–1902) benannte.
Das Typmaterial des Minerals wird in der Mineralogischen Sammlung des National Museum of Natural History (NMNH) in Washington, D.C. unter der Katalognummer 80674 aufbewahrt.
Da der Powellit bereits lange vor der Gründung der International Mineralogical Association (IMA) bekannt und als eigenständige Mineralart anerkannt war, wurde dies von ihrer Commission on New Minerals, Nomenclature and Classification (CNMNC) übernommen und bezeichnet den Powellit als sogenanntes „grandfathered“ (G) Mineral. Die seit 2021 ebenfalls von der IMA/CNMNC anerkannte Kurzbezeichnung (auch Mineral-Symbol) von Powellit lautet „Pwl“.

## Klassifikation
Bereits in der zuletzt 1977 überarbeiteten 8. Auflage der Mineralsystematik nach Strunz gehörte der Powellit zur Mineralklasse der „Sulfate, Chromate, Molybdate und Wolframate“ und dort zur Abteilung „Molybdate und Wolframate“, wo er gemeinsam mit Scheelit und Stolzit sowie im Anhang mit Sedovit und Wulfenit in der „Scheelit-Reihe“ mit der Systemnummer VI/F.01 steht.
In der zuletzt 2018 überarbeiteten Lapis-Systematik nach Stefan Weiß, die formal auf der alten Systematik von Karl Hugo Strunz in der 8. Auflage basiert, erhielt das Mineral die System- und Mineralnummer VI/G.01-010. Dies entspricht der der Abteilung „Molybdate [MoO4]2− und Wolframate [WO4]2−, Polywolframate“, wo Powellit zusammen mit Paraniit-(Y), Scheelit, Stolzit, Suseinargiuit und Wulfenit eine unbenannte Gruppe mit der Systemnummer VI/G.01 bildet.
Die von der International Mineralogical Association (IMA) zuletzt 2009 aktualisierte 9. Auflage der Strunz’schen Mineralsystematik ordnet den ebenfalls in die Abteilung „Molybdate und Wolframate“ ein. Diese ist allerdings weiter unterteilt nach der möglichen Anwesenheit von zusätzlichen Anionen und/oder Kristallwasser, so dass das Mineral entsprechend seiner Zusammensetzung in der Unterabteilung „Ohne zusätzliche Anionen oder H2O“ zu finden ist, wo es zusammen mit Fergusonit-(Ce), Fergusonit-(Nd), Fergusonit-(Y), Scheelit, Stolzit und Wulfenit die „Scheelitgruppe“ mit der Systemnummer 7.GA.05 bildet.
In der vorwiegend im englischen Sprachraum gebräuchlichen Systematik der Minerale nach Dana hat Powellit die System- und Mineralnummer 48.01.02.02. Dies entspricht der Klasse der „Phosphate, Arsenate und Vanadate“ und dort der Abteilung „Molybdate und Wolframate“. Hier findet er sich innerhalb der Unterabteilung „Wasserfreie Molybdate und Wolframate mit A XO4“ in der Gruppe  „Scheelit-Reihe“, in der auch Scheelit eingeordnet ist.

## Chemismus
In der idealen Zusammensetzung von Powellit (CaMoO4) besteht das Mineral im Verhältnis aus je einem Teil Calcium (Ca) und Molybdän (Mo) sowie vier Teilen Sauerstoff (O) pro Formeleinheit. Dies entspricht einem Massenanteil (Gewichtsprozent) von 20,04 Gew.-% Ca, 47,97 Gew.-% Mo und 32,00 Gew.-% O oder in der Oxidform 28,04 Gew.-% Calciumoxid (CaO) und 71,96 Gew.-% Molybdän(VI)-oxid (MoO3).
Die genannten Werte werden im Allgemeinen nur bei synthetischen Verbindungen erreicht. Bei natürlich vorkommenden Powelliten können je nach Bildungsbedingungen die Massenanteile der Hauptkomponenten in geringem Umfang abweichen und formelfremde Beimengungen enthalten. So ergab beispielsweise die Analyse eines chemisch ähnlichen Materials aus dem westlichen Altaigebirge in Russland einen Anteil von 28,11 Gew.-% CaO und 71,67 Gew.-% MoO3 sowie 0,34 Gew.-% Kupfer(II)-oxid (CuO), das möglicherweise aus dem ebenfalls dort entdeckten Malachit stammt.

## Kristallstruktur
Powellit kristallisiert tetragonal in der Raumgruppe I41/a (Raumgruppen-Nr. 88) mit den Gitterparametern a = 5,22 Å und c = 11,43 Å sowie 4 Formeleinheiten pro Elementarzelle.

## Eigenschaften

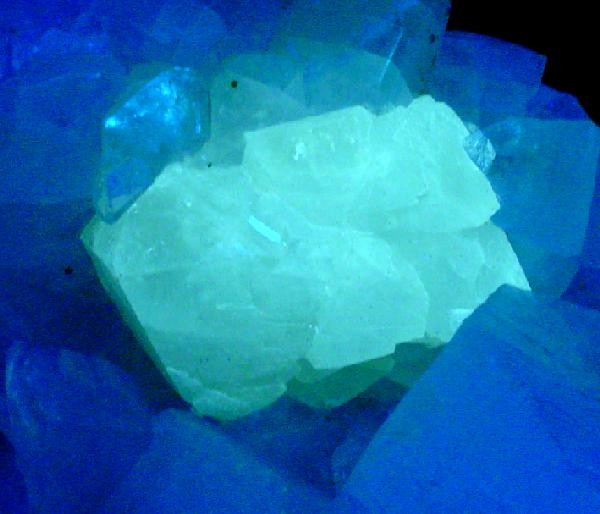
Mit UV-Licht bestrahlter Powellit (gelbweiß) und Apophyllit-(KF) (blau) aus Jalgaon, Maharashtra, Indien
(Gesamtgröße der Stufe: 12,0 × 9,6 × 6,5 cm)

Unter kurzwelligem UV-Licht zeigen manche Powellite eine cremeweiße oder gelbe bis goldgelbe Fluoreszenz.

## Bildung und Fundorte

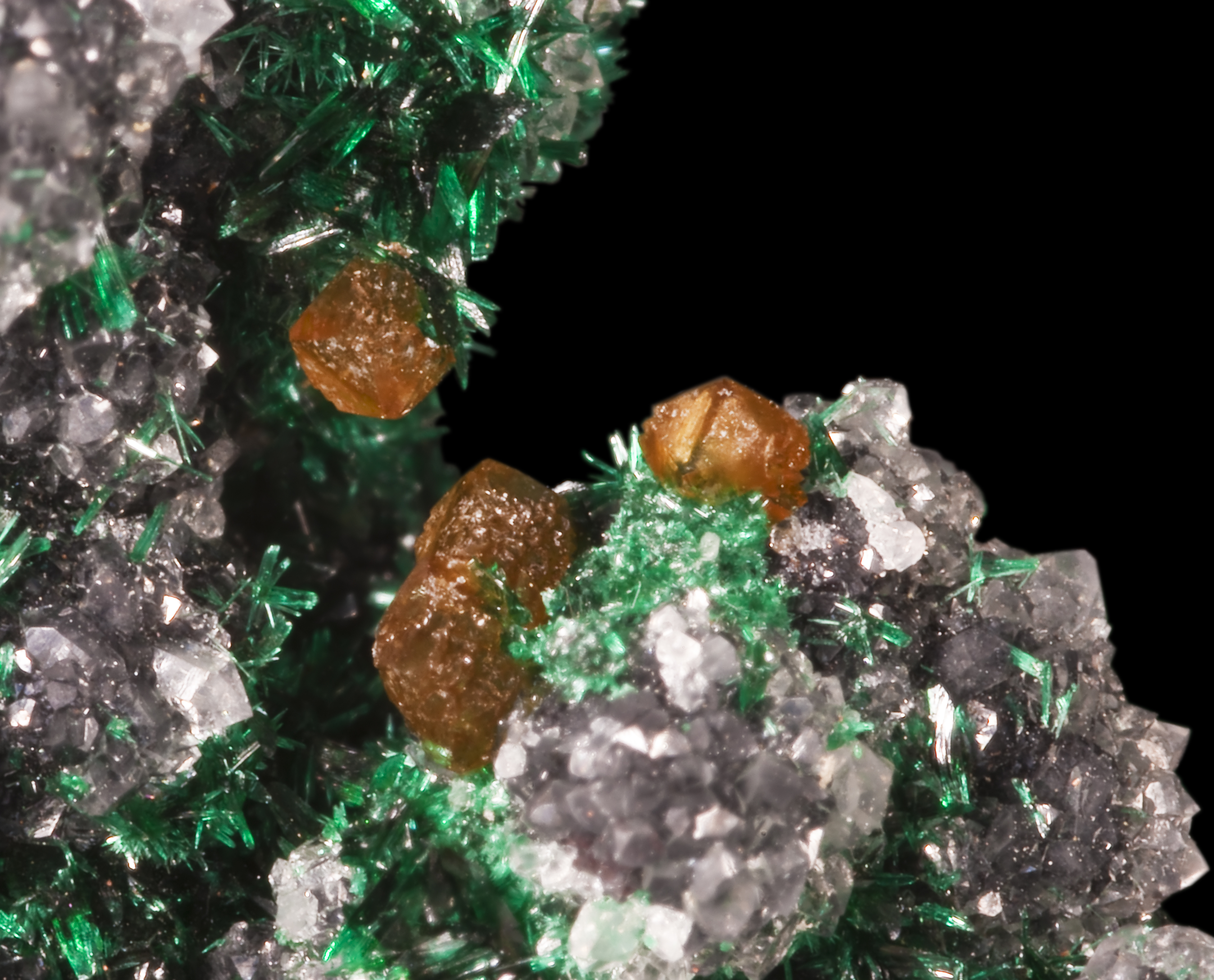
Powellit (gelb), Brochantit (grün) und Quarz (farblos) aus dem Kupfertagebau Chuquicamata, Región de Antofagasta, Chile (Sichtfeld: 3 cm)

Powellit bildet sich entweder in kontaktmetasomatischen Lagerstätten oder sekundär als Umwandlungsprodukt von Molybdänit in der Oxidationszone molybdänhaltiger Hydrothermal-Lagerstätten. Neben Molybdänit treten als Begleitminerale unter anderem noch Apophyllit, Ferrimolybdit, Laumontit und Stilbit auf.
Als eher seltene Mineralbildung kann Powellit an verschiedenen Fundorten zum Teil zwar reichlich vorhanden sein, insgesamt ist er aber wenig verbreitet. Weltweit sind bisher rund 600 Fundorte dokumentiert (Stand 2024). Neben seiner Typlokalität „Peacock“ trat Powellit noch an vielen weiteren Stellen in den USA von Alaska bis Wyoming auf.
In Deutschland fand sich das Mineral bisher unter anderem an einigen Stellen im Schwarzwald in Baden-Württemberg, auf der Hartkoppe nahe Sailauf und bei Stützersdorf/Tittling in Bayern, auf der Bangertshöhe bei Hochstädten (Bensheim) und der Kohlplatte bei Sonderbach in Hessen, am Ettringer Bellerberg in der Eifel (Rheinland-Pfalz) sowie bei Königshain in Sachsen.
In Österreich trat Powellit bisher nur in der Scheelit-Lagerstätte im Felbertal (Hohe Tauern) in Salzburg auf.
In der Schweiz konnte das Mineral an einigen Stellen in den Kantonen Graubünden, Tessin und Wallis gefunden werden.
Weitere Fundorte liegen unter anderem in Australien, Brasilien, Bulgarien, Kanada, Chile, China, Finnland, Frankreich, Griechenland, Indien, Italien, Japan, Kasachstan, Marokko, Mexiko, der Mongolei, Namibia, Nicaragua, Norwegen, Russland, Schweden, Simbabwe, Somalia, Spanien, Südafrika, Tschechien, der Türkei und dem Vereinigten Königreich.